# Pseudoplatystoma fasciatum
Pseudoplatystoma fasciatum är en fiskart som först beskrevs av Carl von Linné 1766.  Pseudoplatystoma fasciatum ingår i släktet Pseudoplatystoma och familjen Pimelodidae. Inga underarter finns listade i Catalogue of Life.